# 朱璧
朱璧，字廷獻，江西乐平县人，贵州都司贵州卫（贵阳）官籍，明朝政治人物，同進士出身。

## 生平
成化二十年（1484年）甲辰科三甲十四名进士，授黄梅县知县，后官至都察院经历。